# HNLMS Evertsen (F805)
HNLMS Evertsen (F805) (нід. Zr.Ms. Evertsen) — четвертий фрегат класу De Zeven Provinciën Королівського флоту Нідерландів.

## Історія служби
Евертсен відвідав Південну Африку наприкінці 2007 року в складі оперативної групи НАТО з візитом дружби. З лютого до червня 2008 року вона патрулювала сомалійські води для забезпечення Всесвітньої продовольчої програми. Корабель повернувся в ті самі води 2009 року для участі в операції «Аталанта». На початку грудня 2009 року брав участь у захопленні групи сомалійських піратів, які напали на торгове судно BBC Togo.
2014 року командиром HNLMS Evertsen став Йос Опенер.
У жовтні 2020 року корабель виконував оборонну роль у складі оперативної групи HMS Queen Elizabeth (R08) на навчаннях GROUPEX і Joint Warrior. Він став одним з восьми кораблів, які супроводжували авіаносець, включно з шістьома іншими кораблями Королівського флоту та есмінцем США USS The Sullivans (DDG-68). У своїй заяві командуючий офіцер Рік Онґерінґ високо оцінив тісні та давні стосунки між обома флотами.

### 2021
2021 року Евертсен мав приєднатися до 21-ї британської авіаносної ударної групи, що прямувала до Азійсько-Тихоокеанського регіону.

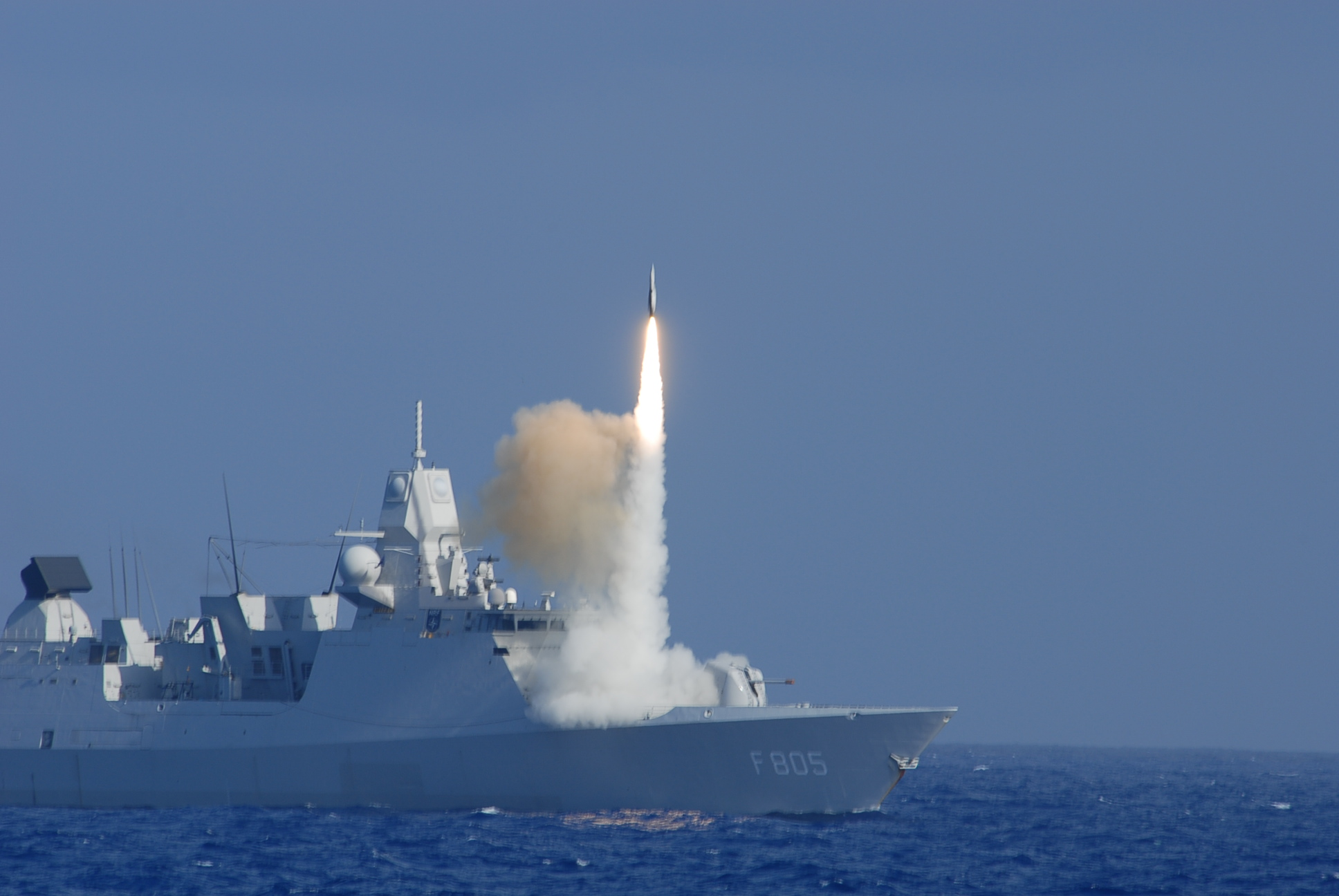
Пуск ракети SM-2 з HNLMS Evertsen (F805)

13 червня 2021 з'явились повідомлення про проходження нідерландським фрегатом «Евертсен» та британським есмінцем «Дефендер» класу Дерінґ Босфорської протоки до Чорного моря для участі у спільних діях у складі авіаносної ударної групи 21 для, як випливає з повідомлення Commander UK Carrier Strike Group у Твіттері: 1)демонстрації британських зобов'язань, 2) підтримки свободи навігації, 3)запевнення партнерів — Грузії, України й Румунії — у підтримці з боку Британії та НАТО.
18 червня обидва кораблі зайшли до Одеси, що традиційно викликало претензії Росії. Українці зустріли прибуття кораблів НАТО з військовим оркестром.
23 червня британський есмінець HMS Defender (D36) зайшов у 12-мильну зону довкола окупованого Криму в районі мису Фіолент, яку окупаційна влада щоразу декларує як нібито внутрішні води Росії. А 24 червня упродовж п'яти годин російські військові створили небезпечну ситуацію навколо нідерландського фрегата в той час, як він взагалі перебував у міжнародних водах, навіть не заходячи до внутрішніх вод України довкола окупованого Криму: російські літаки імітували атаку на корабель та глушили системи зв'язку.
На оприлюднених Королівськими ВМС Нідерландів фото було видно пару багатоцільових Су-30СМ, принаймні один з них був озброєний двома надзвуковими протикорабельними ракетами Х-31. Також неподалік був помічений малий ракетний корабель проєкту 21631, імовірно Інгушетія.